# Dioclecià
Dioclecià, (c.22 de desembre del 244–3 de desembre del 311), amb nom de naixement Díocles (grec Διοκλής), fou emperador romà des del 20 de novembre del 284 fins al primer de maig del 305 amb el nom llatí Gaius Aurelius Valerius Diocletianus.
Dioclecià posà fi al període habitualment conegut entre els historiadors com a crisi del segle iii (235-284). Establí un govern autocràtic i fou el responsable de posar els fonaments de la segona fase de l'Imperi Romà, coneguda de diverses maneres: Dominat (en oposició al Principat instituït per August), la Tetrarquia o simplement l'Imperi Romà tardà. Les reformes de Dioclecià van canviar fonamentalment l'estructura del govern imperial i ajudaren a estabilitzar l'imperi econòmicament i militarment, capacitant-lo per romandre essencialment intacte durant uns altres cent anys.

## Orígens i arribada al poder
Il·liri d'origen humil (fill d'un pagès de Dioclea, prop de Salona, a Dalmàcia), Díocles anà pujant dins els rangs de l'exèrcit. Se sap que va ser Dux Moesiae, amb la responsabilitat de defensar el Danubi Inferior. Quan el 282 les legions del Danubi Superior proclamaren Emperador el Prefecte pretorià Car, Díocles començà a guanyar-se la confiança del nou emperador i en va obtenir el consolat el 283 i el rang de Comes domesticorum, és a dir, comandant de la cavalleria i de la guàrdia personal de l'emperador.
L'estrella ascendent dins de l'Imperi Romà era Arri Àper, el prefecte del pretori i sogre de Numerià, fill de Marc Aureli Car. El 283, Car va escollir el seu primer fill Carí com a august, a càrrec del qual deixava la cura d'Occident, i es desplaçà amb Numerià contra l'Imperi Sassànida, mentre Àper i Díocles restaven al govern de les províncies d'Orient. Car guanyà la capital sassànida, obtenint una victòria molt important, però morí pel juliol/agost, segons hom diu colpit per un llamp o potser per malaltia. Deixà Numerià com a nou august i un exèrcit, que havia de ser conduït dins les fronteres de l'imperi. Arri Àper afirmava que Numerià també estava malalt; atès que l'emperador viatjava en un vehicle tancat, sense cap contacte extern, quan els soldats notaren fetor i obriren el vehicle, Numerià era mort. Díocles va aprofitar l'ocasió, acusà Àper d'haver matat Numerià, i matà el prefecte pretorià personalment davant de les tropes, que immediatament el van proclamar Emperador, el 20 de novembre del 284.
Tanmateix, hi havia un altre emperador legítim a Occident, Carí, el fill gran de Marc Aureli Car. Carí i Díocles es trobaren prop de Belgrad, i el darrer va guanyar la batalla del riu Margus. Mort Carí, va esdevenir l'únic governant de l'imperi, adoptant el nom de Dioclecià. Les fonts documentals estan en desacord sobre què va passar realment a la batalla: Sext Aureli Víctor afirma que Carí estava guanyant la batalla, quan un dels seus oficials, la muller del qual l'emperador Carí havia seduït temps enrere, l'apunyalà per l'esquena; Eutropi sosté que Carí va ser abandonat pel seu exèrcit. Dioclecià, en un acte inusual de clemència, no va matar ni deposar el prefecte pretorià de Carí i cònsol Aureli Aristòbul, sinó que el confirmà, i més tard li donà el proconsolat de l'Àfrica i la dignitat de prefecte urbà.
Entre el 235 i el 284 hi havia hagut entre 20 i 25 emperadors successius, una mitjana d'un emperador nou cada dos o tres anys. Tret de dos, tots van ser assassinats o morts al camp de batalla. Dioclecià semblava al començament estar abocat a seguir les passes dels seus predecessors efímers, mentre combatia una sèrie llarga de guerres des d'un extrem de l'imperi a l'altre, mantenint els límits estesos de les fronteres i acabant amb revoltes domèstiques. Pel 298, tanmateix, havia reeixit a repel·lir intrusions germàniques de l'altre costat del Danubi i el Rin, havia aturat les invasions sassànides a Síria i Palestina, i havia derrotat els seus enemics polítics.

## Les reformes de Dioclecià
La seva posició estable, una proesa notable després de cinquanta anys d'inestabilitat interna que gairebé van veure l'esfondrament de l'Imperi Romà (el que s'anomena la crisi del segle iii), el va animar a engegar reformes, atès que el sistema de govern imperial era insostenible. Inicià un cert nombre de reformes per evitar un retorn al desordre de generacions anteriors i per mantenir la viabilitat de l'imperi. Aquestes incloïen partir l'imperi en dos per tal de facilitar-ne l'administració, crear un sistema nou de successió imperial, governar com a autòcrata i fer fora qualsevol façana restant de republicanisme, i a més una sèrie de reformes econòmiques encaminades a fer front al problema de la hiperinflació.
La dignitat d'emperador havia estat originalment un càrrec dictatorial prudentment dissimulada com a monarca constitucional. Mentre que extreia molta de la seva legitimitat d'una varietat complexa de títols i pràctiques republicanes, fent de l'emperador el Princeps ("Primer entre iguals", i d'aquí Principat), obtenia gran part del seu poder reial del domini sobre les legions i la Guàrdia Pretoriana. Això es reflecteix en el més important de tots els títols imperials, Imperator (Comandant Suprem), d'on prové el mot català emperador. Aquests arranjaments, per bé que incòmodes de vegades i seguits més de prop per uns emperadors més que no pas per d'altres, funcionaren durant els primers dos segles d'existència de l'imperi. Tanmateix, començant amb el regnat de Septimi Sever, els governants començaren a desempallegar-se'n i a ignorar moltes de les convencions republicanes, regnant més com a dictadors que com a monarques constitucionals. Aquest procés soscavava els fonaments i la legitimitat del càrrec. Dioclecià s'adonà que el títol s'havia de basar en alguna cosa més que la simple força militar, per ser més reconegut i estable. Per tant, va procurar bastir un fonament nou per la legitimitat imperial basant-se en la religió estatal, amb ell mateix com a monarca semidiví i sacerdot suprem, recuperant el vell títol republicà de Pontifex Maximus, que començaria a prendre una nova importància.
Dioclecià va triar un títol nou per a ell mateix i es feu anomenar Dominus et deus ("Senyor i Déu", d'aquí que aquest període es conegui com a "Dominat"). Seuria, de fet, en un tron. No se l'havia de veure en públic, i s'exigia una audiència per parlar-hi, tenia cerimònies elaborades en les quals s'exigia que el visitant es prostrés i mai no mirés l'emperador, i permetia potser besar l'extrem de les seves robes. D'aquesta manera creava una dignitat remota, misteriosa, teocràtica i autocràtica.
Segons una anàlisi d'Edward Gibbon al seu llibre La Decadència i Caiguda de l'Imperi Romà, Dioclecià no exigia tal ritual per vanitat, sinó com a mesura per arribar a l'estabilitat social. Aquest tipus de majestat imperial havia existit des de l'ordenament d'Octavi August. Tanmateix, mentre que aquest la dissimulava, Dioclecià simplement l'exhibia.
La falsificació dels metalls preciosos es va convertir en un problema important i l'emperador va ordenar el 292 la destrucció dels llibres d'alquímia.

## Tetrarquia i divisió de l'imperi
El 296 Galeri fou enviat a la frontera persa acompanyat de tropes auxiliars godes i va dirigir l'expedició contra l'Imperi Sassànida, ja que els perses tenien ara un nou emperador, Narses, que havia presentat una actitud hostil vers l'Imperi Romà. Galeri va presentar batalla a Callinicum i fou derrotat. A causa d'aquest fracàs es va perdre la província romana de Mesopotàmia i fou durament amonestat pel seu sogre. Quan la notícia d'aquesta derrota va arribar a Egipte, un general anomenat Luci Domici Domicià es va sentir encoratjat per declarar-se independent el juny o juliol del 297 instigat per Aureli Aquil·leu. Domicià va morir probablement el desembre del 297 i segurament el va succeir Aquil·leu. Dioclecià, acompanyat de Flavi Constantí va anar a Egipte i va dominar el país menys la capital. Aquil·leu va dirigir la defensa d'Alexandria que va ser ocupada el març del 298. La cronologia exacta és discutida. S'ha suposat que aquest Domicià va ser el general que va derrotar Macrià Major i Macrià Menor, tots dos usurpadors de l'imperi, segons diu Trebel·li Pol·lió a la Historia Augusta.
Mentre Domicià marxava a Egipte per deposar l'usurpador, Galeri va compensar el fracàs amb els grans èxits de la seva segona campanya el 297, avançant per Armènia i derrotant els perses. El botí va incloure l'harem del rei. Va avançar fins a Ctesifont que va ocupar (298) i el rei persa va demanar la pau. Les negociacions de pau no van començar brillantment. Narses va enviar un ambaixador per demanar l'alliberament de la seva dona (potser abans que Galeri envaís Mesopotàmia), però Galeri va dir a l'enviat que no volia negociar i li va recordar el tractament que en el passat havien donat a un emperador romà, Valerià I del qual es deia que va ser escorxat. Més endavant els romans van enviar un ambaixador per imposar els seus termes: pel tractat de Nisibis els regnes d'Armènia i Ibèria del Caucas van quedar sota influència romana i altres territoris es van recuperar o adquirir.

Les experiències de Dioclecià durant els seus primers nou anys de recórrer l'imperi sufocant revoltes el van portar a la conclusió que l'imperi era senzillament massa gran per ser governat per un sol emperador: no era factible encarar les incursions dels bàrbars al llarg del Rin i els problemes d'Egipte alhora, a més dels problemes interns que l'imperi estava experimentant. La seva solució radical va ser mig partir l'imperi, dibuixant una línia recta per la meitat del mapa amb l'eix just a l'est de Roma a la meitat oriental i occidental. Tot i que aquesta divisió no va romandre a curt termini, posava el precedent per a la divisió permanent de l'imperi després del 395. 

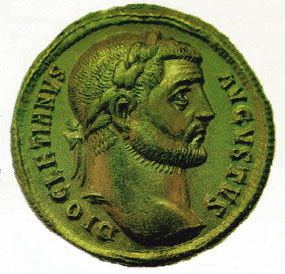
Moneda amb l'efígie de Dioclecià.

La qüestió de la successió imperial mai no s'havia resolt en el sistema romà; no hi havia cap principi clar de successió, la qual cosa sovint conduïa a guerres civils. Els emperadors anteriors havien preferit el sistema d'adopció, mitjançant el qual adoptaven un fill i hereu. Aquest sistema no agradava als militars que preferien la successió biològica, amb el fill de l'emperador com a legítim hereu. D'altra banda, el senat romà creia que hauria de tenir el dret d'escollir el nou emperador. Això feia que n'hi hagués normalment com a mínim tres, si no molts més, candidats considerats legítims hereus a la successió.
Per resoldre aquest problema, i resoldre la qüestió de qui governaria les dues meitats de l'imperi recentment dividit, Dioclecià va crear el que s'ha conegut com a sistema de "Tetrarquia", o "regla de quatre " pel qual un emperador superior governaria a Orient i un altre emperador superior manaria a Occident, i cadascun tindria un emperador junior. Entre els molts títols tradicionalment atorgats als emperadors romans, el més important era el d'august i per això només els dos emperadors superiors prendrien aquest títol, mentre que els emperadors juniors gaudirien de la dignitat de cèsar. Dioclecià pretenia que quan l'emperador superior es retirés o morís, el cèsar ocupés el seu lloc i escollís al seu torn un nou cèsar, resolent així el problema de la successió.
Pel 292, Dioclecià tenia el sistema a punt i trià l'Imperi Oriental per a ell mateix, donant a Maximià el control de l'Imperi Occidental. El poder imperial es dividia ara entre dues persones. Els dos emperadors establien capitals separades, cap de les quals no era Roma. La capital antiga era massa lluny dels llocs on el destí de l'imperi es decidia per la força de les armes. Mentre millorava la capacitat dels dos emperadors per governar l'imperi, la divisió de poder marginava encara més el senat, que romania a Roma. El 293, Dioclecià i Maximià designaren un cèsar cadascun (Galeri i Constanci I Clor, respectivament), adoptant-los formalment com els seus hereus. Tanmateix, aquests no eren merament successors: cadascun tenia autoritat sobre aproximadament una quarta part de l'Imperi Romà. En la pràctica, doncs, l'imperi es dividia en quatre bocins.
Tenint en compte que durant el mig segle precedent a l'ascensió de Dioclecià l'imperi s'havia trobat en un estat gairebé constant de guerra civil, és notable que la Tetrarquia no es desfés immediatament a causa de la cobdícia de cap dels quatre emperadors. Tanmateix, la naturalesa oportunista de la política imperial romana aviat va provocar la desintegració de la Tetrarquia i el restabliment de la monarquia. El 305, Dioclecià es retirava i Maximià es persuadia de fer el mateix. El dos Cèsars esdevingueren emperadors suprems com estava previst, però quan arribà el temps d'escollir cèsars nous, els militars i el senat intervingueren i presentaren els seus propis candidats.
El 307, Constantí (fill de Constanci) començava una guerra civil a Occident. L'any 308, hi havia sis homes que reclamaven el control de l'Imperi Romà: Galeri, que governava com a august sobre Il·líria i Àsia Menor, Maximí Daia, que va governar Egipte i Orient com a Cèsar de Galeri, Constantí, que governava la Gàl·lia, Gran Bretanya i Hispània com a Cèsar però la seva elevació com a August era controvertida, Maximià, que reclamava la seva antiga posició com a August d'Occident i vivia com a aliat de Constantí a Gal·lia, Maxenci, a qui se li va negar en general el reconeixement del govern sobre Itàlia i Àfrica però que havia pogut esquivar tots els intents de destituir-lo del poder, i Licini, candidat de Galeri per succeir a Sever com a August d'Occident. A la Conferència Imperial de Carnunt de 308 Dioclecià va tornar a fer una aparició política però la Conferència no va tenir cap efecte estabilitzador i només va posposar el conflicte posterior.
Constantí que guanyà la guerra civil a occident el 312 i prenia la meitat oriental a Licini I el 324, governant l'imperi sencer fins a la seva mort el 337. El poder es fracturava una altra vegada sota els fills de Constantí. Encara que el tron estigué nominalment unificat sota, entre d'altres, Julià, Valentinià I i Teodosi I el Gran, el 395 la divisió entre les meitats oriental i occidental ja era definitiva.

## Persecució de cristians
El 303 començava la darrera persecució, i la més gran, de cristians dins de l'Imperi Romà.
En els començaments del regnat de Dioclecià, Galeri havia estat l'instigador de tal persecució. Tanmateix, Dioclecià més tard va abraçar la política de persecució amb un zel inequívoc, promulgant el seu primer "Edicte contra els cristians" (24 de febrer del 303). Primer, els soldats cristians havien de deixar l'exèrcit, més tard les propietats de l'Església es van confiscar i es destruïren els llibres cristians. Després de dos incendis al seu palau, va prendre mesures més dures contra els cristians: o apostataven o eren condemnats a mort. Aquesta ona de persecució durà intermitentment fins al 313, amb la promulgació de l'Edicte de Milà per Constantí I i Licini I.
La persecució feu tal impressió en els cristians que l'Església d'Alexandria utilitzava el començament del regnat de Dioclecià (284) com a data de l'inici de la seva Era dels Màrtirs. Entre els màrtirs enregistrats hi ha: el Papa Marcel·lí I, Filomena, Sebastià, Afra, Llúcia, Erasme de Fòrmia, Florià, Jordi, Agnès, Eulàlia, Dujam el bisbe de Salona (Dalmàcia), Pere el bisbe d'Alexandria i molts altres fins al 311. Un altre efecte de la persecució va ser l'escapada d'un Marí el Diaca al Mont Tità, formant el que finalment esdevindria la República de San Marino.

## Retir i mort
El 305, a l'edat de cinquanta-nou anys, després de gairebé morir d'una malaltia, Dioclecià es retirava al seu palau a Dalmàcia, prop del centre administratiu de Salona, vora la mar Adriàtica, per reprendre la seva afició de conrear cols. Quan li van demanar que tornés a assumir els honors als quals havia renunciat voluntàriament, la seva resposta fou: "Si poguéssiu veure les hortalisses plantades per les meves mans a Salona, llavors mai no pensaríeu a intentar tal cosa". Era el primer emperador romà que abandonava voluntàriament el càrrec; tots els anteriors detentors del títol havien mort exercint el càrrec o n'havien estat trets per la força.
Enfonsat en la desesperança i malalt, podria haver comès suïcidi quan va morir el dia 3 de desembre del 311.

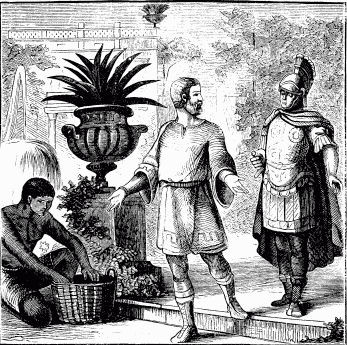
Dioclecià al seu retir renunciant a tornar al poder

El Palau de Dioclecià més tard es convertiria en el germen de la moderna Split (Croàcia).

## Llegat
En conjunt, les reformes de Dioclecià - en particular aquelles de l'administració militar, civil, i burocràtica romana - eren sòlides i ajudaren a perllongar la vida de l'imperi durant alguns segles. A.H.M. Jones observa que "potser l'assoliment més important de Dioclecià és que regnés durant vint-i-un anys, després abdiqués voluntàriament, i passés els anys restants de la seva vida retirat". Tanmateix, la seva Tetrarquia generaria una fórmula per la guerra civil, com va poder presenciar abans de la seva mort. Un cop es va retirar, el sistema de la Tetrarquia s'esfondrà, amb un nou governant únic i fort emergint finalment triomfant. La divisió de l'imperi en dues meitats finalment esdevindrà permanent, i la meitat oriental es convertirà en l'Imperi Romà d'Orient. Encara que l'Imperi Occidental duraria només un altre parell de segles, l'Imperi Romà d'Orient, en part gràcies a les mateixes reformes de Dioclecià, continuaria en diverses formes durant uns altres mil anys.
Per bé que el seu regnat i aportacions han estat en gran part eclipsats per Constantí, marquen un punt de tombant important en la història romana. Dioclecià roman una de les personalitats més enigmàtiques i contradictòries de la història: encara que va destruir molt del que havia romàs de la República, aniria a parar en els darrers anys de la seva vida com ho va fer Cincinnat: deixant el poder per cultivar la terra.

## Dioclecià en les arts
La primera part de la Història Augusta és dedicada a Dioclecià.
Aranykoporsó ("Arqueta daurada"), la novel·la de Ferenc Móra (l'escriptor hongarès de començaments del segle XX) tracta sobre els darrers anys del regnat de Dioclecià.